# Leo von Caprivi
Leo von Caprivi (Georg Leo Graf von Caprivi de Caprera de Montecuccoli, n. 24 februarie 1831 – d. 6 februarie 1899) a fost un general-maior german și om de stat care i-a succedat lui Otto von Bismarck în funcția de Cancelar al Imperiului German. Leo von Caprivi a deținut această funcție din martie 1890 până în octombrie 1894.